# 연복사탑 중창비
연복사탑중창비(演福寺塔重創碑)는 서울특별시 용산구에 있는 조선시대의 비석이다. 2013년 5월 23일 서울특별시의 유형문화재 제348호로 지정되었다.

## 개요
연복사탑중창비(演福寺塔重創碑; 演福寺塔重刱碑)는 조선을 건국한 태조 이성계의 공덕으로 재건된 연복사 오층불탑의 건립내력을 담은 비석이다.비록 비신 부분은 망실되었으나 귀부와 이수 부분만은 온전하게 옛 절터에 남겨졌는데, 일제강점기인 1910년 서울 용산의 철도구락부(鐵道俱樂部) 구역으로 옮겨진 것으로 추정된다.
연복사탑중창비는 최근까지도 서울 용산으로 옮겨졌다는 간략한 사실만 학계에서 파악되고 있었을 뿐 정확한 소재지는 미처 확인되지 못한 상태에 있었다. 이후 2012년에 시민인 김석중씨가 관련 분야의 연구자인 이순우씨 운영 인터넷 까페 ‘일그러진 근대역사의 흔적(http://cafe.daum.net/distorted)’에 연복사탑중창비를 발견하였다는 글을 올림으로써, 다시 알려지게 되었다.
연복사탑중창비가 용산 일대로 이전된 경위에 대하여는 경의선 철로가 지나는 구역과 맞물려 있고 개성역(開城驛)과도 상당히 인접한 위치에 자리하고 있다는 점이 연복사탑중창비 또한 경의철도(京義鐵道)의 부설과 관련하여 이전되었을 가능성이 있다.
연복사탑중창비는 현재 비신은 없어졌으나 비문은 권근이 짓고 글씨는 성석린이 필체를 새긴 조선 초기의 귀중한 문화재이다. 이 석비는 삼국 통일기에 중국 당(唐)대의 석비 양식을 들여와 통일신라시대에 전형을 이룬 후 고려시대까지 계승된 한국 전통 석비양식이 고려의 멸망과 함께 멈추고 조선의 건국과 함께 새로이 수용되는 중국 명(明)대의 석비 조형양식을 그대로 따르고 있어 귀부의 표현 자체가 매우 상징적이고 이수 부분도 중국 전통을 따라 반원형의 비신 상부에 오각형의 제액을 내고 그 주위를 여러 마리의 용이 휘감는 형상을 하고 있다.
이와 같은 비신(碑身) 상부 이수 부분의 조형이 중국식으로 바뀌는 것은 이미 고려 우왕 3년(1377)에 조성된 회암사 선각왕사비에서도 나타나고 있지만 비좌부분인 귀부까지 중국식으로 바뀌는 것은 바로 이 석비가 가장 대표적인 선례라 할 수 있다.
비록 규모는 크지 않지만 중요한 역사적 사실과 새로운 조형이 예고되는 조선시대 석비예술의 최선의 증거자료로서, 우선 서울시 유형문화재로 지정하여 보존하는 것이 적절하다고 판단된다.

## 참고 문헌
- 연복사탑 중창비 - 국가유산청 국가유산포털